# Оттон II (маркграф Бранденбурга)
Оттон II Бранденбургский (также Оттон Щедрый; нем. Otto II., Markgraf von Brandenburg; после 1147 — 4 июля 1205) — маркграф Бранденбурга из рода Асканиев. Правил с 1184 года до своей смерти. 
Оттон I способствовал внутренней колонизации марки и основал могущественный монастырь Ленин в местности Заухе.

## Биография
Оттон II — старший сын маркграфа Оттона I и его супруги, дочери польского герцога из рода Пястов Юдиты Польской. Внук Альбрехта Медведя, основателя Бранденбургской марки.
Подобно своему отцу, Оттон II воевал со славянами и с датским королём Кнудом VI, стремясь обеспечить стабильность марки и внутреннюю колонизацию. Зимой 1198—1199 годов разгромил занятое датчанами герцогство Померания и подкрепил свои территориальные претензии военным походом на Рюген в следующем году, чем снял угрозу с Гамбурга. В 1200 и 1203 годах оказал поддержку королю Филиппу Швабскому Штауфену в его конфликте против Вельфа Оттона IV.
После смерти Оттона II во главе Бранденбурга встал его младший брат Альбрехт II Бранденбургский.

## След Оттона II в искусстве

### Памятник Оттону II в Берлине на Аллее Победы (Зигесаллее)
Памятник Оттону стоял на улице, которая в то время носила название Зигесаллее, в берлинском районе Тиргартен. В 1895 году император Вильгельм II дал поручение украсить "роскошный бульвар" памятниками, имеющими отношение к истории Бранденбурга и Пруссии. Между 1895 и 1901 годами под руководством Райнхольда Бегаса 27 скульпторов создали 32 образа правителей Бранденбурга и Пруссии высотой по 2,75 метра. По бокам от каждого располагались два меньших по размеру бюста - портретные изображения тех, кто сыграл в жизни правителя или в истории двух земель наиболее важную роль. Памятники разделялись на группы. Третья из них включала бюст Иоганна Ганса Эдлера из Путлитца (Пригниц), который часто сопровождал Оттона в военных походах и тесно связал свою политическую биографию к концу XII века с Асканиями. Он также стал основателем цистерцианского монастыря Мариенфлис. В правой руке рыцарской фигуры - макет монастыря, в левой - грамота о его основании. Второй бюст изображает хрониста Генриха Антверпенского (Heinrici de Antwerpe), который при Оттоне был каноником  бранденбургского собора. Генрих, первый хронист марки Бранденбург, сохранил практически все свидетельства о собирании немецких земель в ту эпоху, а также о более ранних событиях времен основания марки Альбрехтом Медведем (Tractatus de captione urbis Brandenburg). Исполнил скульптурную группу Йозеф Уфуес.